# Слава (гмина)
Слава (пол. Sława) — гмина (волость) в Польше, входит как административная единица в Всховский повет, Любушское воеводство. Население — 12 144 человека (на 2004 год).

## Соседние гмины
1. Гмина Кольско
2. Гмина Котля
3. Гмина Нова-Суль
4. Гмина Пшемент
5. Гмина Седлиско
6. Гмина Шлихтынгова
7. Гмина Виево
8. Гмина Вольштын
9. Гмина Всхова